# Nemesia congener
Espèce
Nemesia congener est une espèce d'araignées mygalomorphes de la famille des Nemesiidae. Elle est parfois connue sous le nom vernaculaire de mygale des Gaules.

## Description
La tête de cette araignée est ornée de chaque côté d'une bande où les poils sont absents. L'abdomen de cette espèce est décrit comme étant de couleur fauve.

### Terrier
Le terrier de cette mygale comprend deux opercules.

## Distribution
Cette espèce est endémique de France. Elle se rencontre dans les Bouches-du-Rhône et le Var.

## Publication originale
- Moggridge, 1874 : Supplement to Harvesting ants and trap-door spiders. Londres, p. 157-304 (texte intégral).